# Шотландский перловый суп
Шотландский перловый суп (англ. Scotch broth) — суп шотландской кухни, известный во всем мире. Основными ингредиентами являются ячмень (перловая крупа), ягнятина, баранина или говядина, овощи (морковь, брюква, иногда турнепс), сушёный горох или красная чечевица. Капуста и лук-порей часто добавляются незадолго до подачи на стол, чтобы сохранить их текстуру, цвет и вкус. Пропорции и ингредиенты меняются в зависимости от рецепта или наличия. Перловый суп уже много лет продаётся готовым в банках.

## История
В кулинарной книге начала XIX века «Новая система домашней кулинарии» Марии Ранделл «Шотландский суп из баранины» готовится из бараньей шеи, варёной около часа; куски баранины на кости очищаются от жира и добавляются в суп. Через несколько часов в суп добавляют овощи, репу, морковь и лук, и тушат на медленном огне, пока они не станут мягкими, и, наконец, предварительно замоченный шотландский ячмень. Перед подачей суп посыпают свежей петрушкой. Шотландская журналистка и писательница Кристиан Айсобел Джонстон (издававшая свои книги под псевдонимом Мэг Додс) предлагала подавать баранину как рагу с соусом из каперсов, петрушкой и маслом, маринованными огурцами или настурцией (съедобными цветками) с горчицей и уксусом.